# Kosmos 81
Kosmos 81 – radziecki satelita telekomunikacyjny wysłany wraz z bliźniaczymi Kosmos 80, 82, 83, 84. Dwudziesty pierwszy statek typu Strzała.
Satelita pozostaje na orbicie okołoziemskiej, które trwałość szacowana jest na 10 000 lat.